# Caloramphus
Caloramphus és un gènere d'ocells de la família dels megalèmids (Megalaimidae). Ha estat anomenat Calorhamphus, però es considera que la forma correcta és Caloramphus segons Howard and Moore 3rd edition (incl. corrigenda 6)

## Llista d'espècies
Aquest gènere està format per dues espècies:
- barbut cama-roig de Borneo (Caloramphus fuliginosus).
- barbut cama-roig de Malàisia (Caloramphus hayii).